# Lastras de las Eras
Lastras de las Eras o Lastras de las Heras es una localidad situada en la provincia de Burgos, comunidad autónoma de Castilla y León (España), comarca de Las Merindades, partido judicial de Villarcayo, ayuntamiento de Junta de Traslaloma.

## Geografía
Situado 4 km  al oeste de  Castrobarto ,  capital del municipio;  21  de Villarcayo, cabeza de partido, y  96 de Burgos. 
Autobús Burgos-Espinosa de los Monteros en El Ribero , a 6 km.

## Situación administrativa
En las elecciones locales de 2007 correspondientes a esta entidad local menor fue elegido alcalde Julio Ezquerra Martínez del Partido Popular.

## Demografía
En el censo de 2007 contaba con 17 habitantes.

## Historia
Lugar   de la Junta de Traslaloma, conocido entonces como Lastras de las Heras,  en la  Merindad de Losa perteneciente al  Corregimiento de las Merindades de Castilla la Vieja,  jurisdicción de realengo con   regidor  pedáneo.
A la caída del Antiguo Régimen queda agregado al ayuntamiento constitucional   de Junta de Traslaloma , en el partido de Villarcayo perteneciente a la región de  Castilla la Vieja.

## Parroquia
Iglesia de  San Miguel Arcángel, dependiente de la parroquia de Salinas de Rosío en el Arciprestazgo de Medina de Pomar, diócesis de Burgos.